# 胜阳港区
胜阳港区，中华人民共和国旧区名。属于湖北省黄石市。
1972年由黄石市设置胜阳港区。在今湖北省黄石市区中部。1979年撤销，并入黄石港区。现在为黄石港区胜阳港街道。